# Transport per ferrocarril de la Ciutat del Vaticà
El transport per ferrocarril de la Ciutat del Vaticà compta amb dos trams de 300 metres de via fèrria anomenats Ferrocarril del Vaticà (en italià Ferrovia Vaticana). Es tracta del sistema nacional de transport per ferrocarril més curt del món: compta amb una sola estació. L'accés a les línies de ferrocarril italianes fou garantit pels Pactes del Laterà (1929) i els trams i l'estació foren construïts durant el regnat del papa Pius XI. L'única estació es coneix com a estació de la Ciutat del Vaticà (oficialment Città del Vaticano o Stazione Vaticana).
Gairebé tot el trànsit de trens consisteix en importació de càrrega, encara que en alguna ocasió els vehicles han transportat passatgers, normalment per raons cerimonials o simbòliques. Actualment, l'estació de la Ciutat del Vaticà no té programades rutes regulars de passatgers.

## Història
El papa Gregori XVI (mort el 1846) impedí la construcció de ferrocarrils en els Estats Pontificis; de fet, es considera seva la frase en francès "chemin de fer, chemin d'enfer" (‘camí de ferro, camí d'infern’). El successor de Gregori XVI, Pius XI, va començar la construcció d'una línia de ferrocarril de Bolonya a Ancona, però el territori fou pres per l'armada del Risorgimiento el 1861 abans que fos completada. La utilitat del transport per ferrocarril per la peregrinació durant el segle xix –començant per la de Lorda circa 1858– fou un factor que suavitzà l'oposició envers aquesta tecnologia dins el si de la Cúria Pontifícia.

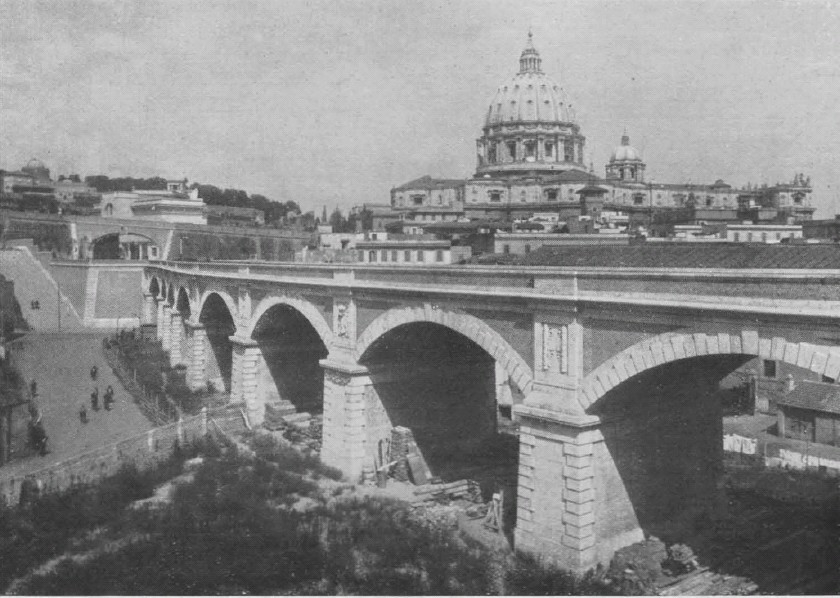
Viaducte de vuit voltes sobre la vall de Gelsomino que finalitza a la porta corredora d'entrada al recinte del Vaticà. Al fons es pot veure Sant Pere. Foto de Railway Magazine (1934).

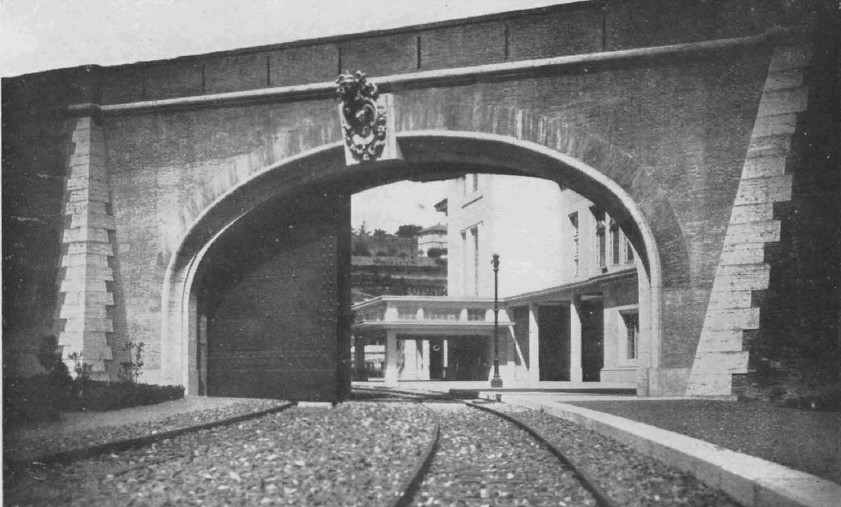
Porta d'entrada al Vaticà construïda en la muralla que l'envolta. Foto de Railway Magazine (1934).

La construcció d'una estació de ferrocarril a la Ciutat del Vaticà i del seu enllaç a les línies de ferrocarril italianes fou garantit pels Pactes del Laterà de l'11 de febrer de 1929. El consell d'administració de noves construccions de ferrocarrils del Ministeri d'Obres Públiques del Regne d'Itàlia va implementar aquesta disposició: les obres començaren el 3 d'abril de 1929. Es duren a terme moviments de terres per conformar el terreny a 38 msnm (l'alçada de l'estació de Roma San Pietro) entre Piazza Santa Marta i el Palazzo del Governatorato. La construcció del viaducte que mena a la Ciutat del Vaticà fou finançada pel govern Italià, i l'estació de dins del Vaticà fou finançada a partir dels 750 milions de lires en concepte d'indemnització prevista als Pactes del Laterà. El costat total de la construcció va ser de 24 milions de lires.
L'estació de ferrocarril del Vaticà (que més tard fou convertida en una oficina i un museu de filatèlia i numismàtica) fou construïda a aproximadament 20 m de la porta d'entrada per l'arquitecte Giuseppe Momo. La construcció començà el 3 d'abril de 1929 i l'estació fou operativa a partir del 1933. El seu disseny simple de colors blancs i de marbre italià fou descrit per l'escriptor Henry Vollam Morton com "més semblant a una branca del banc Barclays de Londres". L'edifici de l'estació està fet de marbre blanc, i les seves dimensions són de 61 x 21.5 m. El cos central té una altura de 16,85 m i els laterals de 5,95 m.
La primera locomotora entrà al Vaticà el març de 1932. L'estació fou inaugurada oficialment el 2 d'octubre de 1934. A més a més, el 12 de setembre de 1934 Itàlia i la Ciutat del Vaticà aprovaren una convenció ferroviària segons la qual la propietat de la línia passava dels Ferrovie dello Stato (Ferrocarrils de l'Estat) a la Santa Seu. L'octubre de 1934 el Ministeri d'Obres Públiques va cedir les línies de ferrocarril acabades corresponents a les dues parts. La legge sulle fonti del diritto (7 de juny de 1929) va convertir la legislació italiana sobre ferrocarrils vinculant en les línies de ferrocarril vaticanes.
A les darreries del març de 1944, durant el bombardeig de Roma de la Segona Guerra Mundial per part dels aliats, el Vaticà va descobrir un tren nazi de municions aturat a la línia a l'altura de l'estació de la Ciutat del Vaticà.

## Ruta
El ferrocarril de la Ciutat del Vaticà es desvia de la línia de Roma a Viterbo a l'estació de Roma San Pietro i creua la vall Gelsomino gràcies a un viaducte de maçoneria de 143,12 metres de llargada que compta amb vuit arcs de 15,30 metres, els quals mostren feixos i l'escut d'armes de Savoia. El viaducte travessa el Viale Vaticano (el qual interromp) i la Via Aurèlia. La Via delle Cave i la Via del Gelsomino també són interrompudes pel viaducte i conflueixen en la Via Aurèlia.
Abans d'entrar a la Ciutat del Vaticà i arribar a l'estació, el traçat passat sota un arc decorat amb l'escut d'armes del papa Pius XI que compta amb una porta corredissa de dues peces de ferro de 35,5 tones que llisquen per dins de les muralles. La porta es manté tancada quan no hi ha previst trànsit de trens.
L'estació compta amb dues vies (parcialment ubicades a Roma, fora de la porta d'entrada), però tan sols la primera té una plataforma. Dues vies de càrrega terminals per vagons de mercaderies estan situats al costat nord-est de la construcció; estan connectades amb el traçat principal, el qual acaba en una via d'escapament en un túnel.
L'estació està situada prop dels Jardins del Vaticà, darrere la basílica de Sant Pere. La porta que separa l'estació de les vies situades en territori italià forma part de la muralla lleonina. D'altres edificis destacats situats prop de l'estació són el Palazzo del Governatorato i la Domus Sanctae Marthae.

## Usos
L'ús principal del ferrocarril del Vaticà ha estat la importació de béns (sobretot abans que el transport amb automòbil esdevingués més comú i menys car) i, de manera intermitent, pel transport ordinari de passatgers. El tren papal planejat per Pius XI mai fou construït i el Vaticà mai ha contractat cap treballador ferroviari ni ha registrat material rodant. El tren oficial del papa Pius XI està exposat al Museu de Roma del Palazzo Braschi.
El papa Joan XXIII va esdevenir el 4 d'octubre de 1962 el primer papa a utilitzar el ferrocarril del Vaticà durant el seu pelegrinatge a Loreto i Assisi, una setmana abans de començar el Segon Concili del Vaticà utilitzant el tren presidencial italià. El viatge fou retransmès per Eurovision. El papa Pius IX havia estat el darrer papa a visitar Loreto (com a cap dels Estats Papals) i també el darrer papa en viatjar en tren. Joan XXIII també feu que les restes del papa Pius X fossin transferides a Venècia mitjançant el ferrocarril del Vaticà.
El papa Joan Pau II va fer servir el ferrocarril diverses vegades amb propòsit simbòlic. El primer cop fou el 8 de novembre de 1979, però per sortir de Roma no l'utilitzà fins al 24 de gener de 2002. El papa actual, Benet XVI, també ha fet servir el ferrocarril del Vaticà en algunes ocasions, com per exemple en el seu pelegrinatge a Assisi el 27 d'octubre de 2011.

## Galeria d'imatges

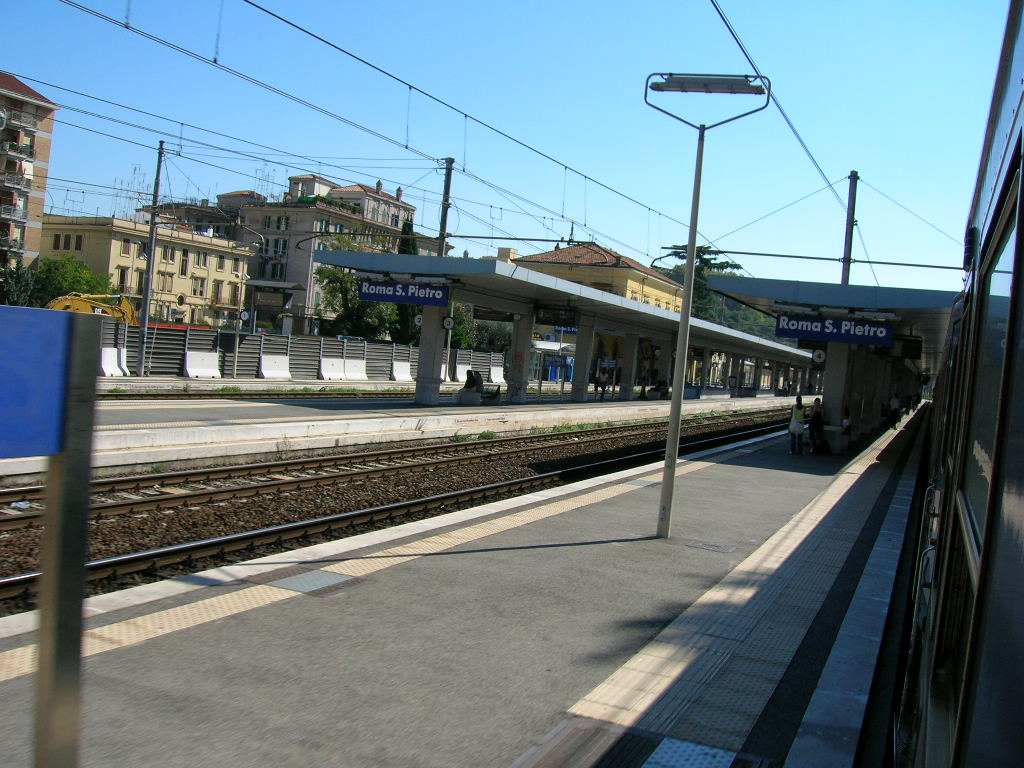
Estació de Roma San Pietro
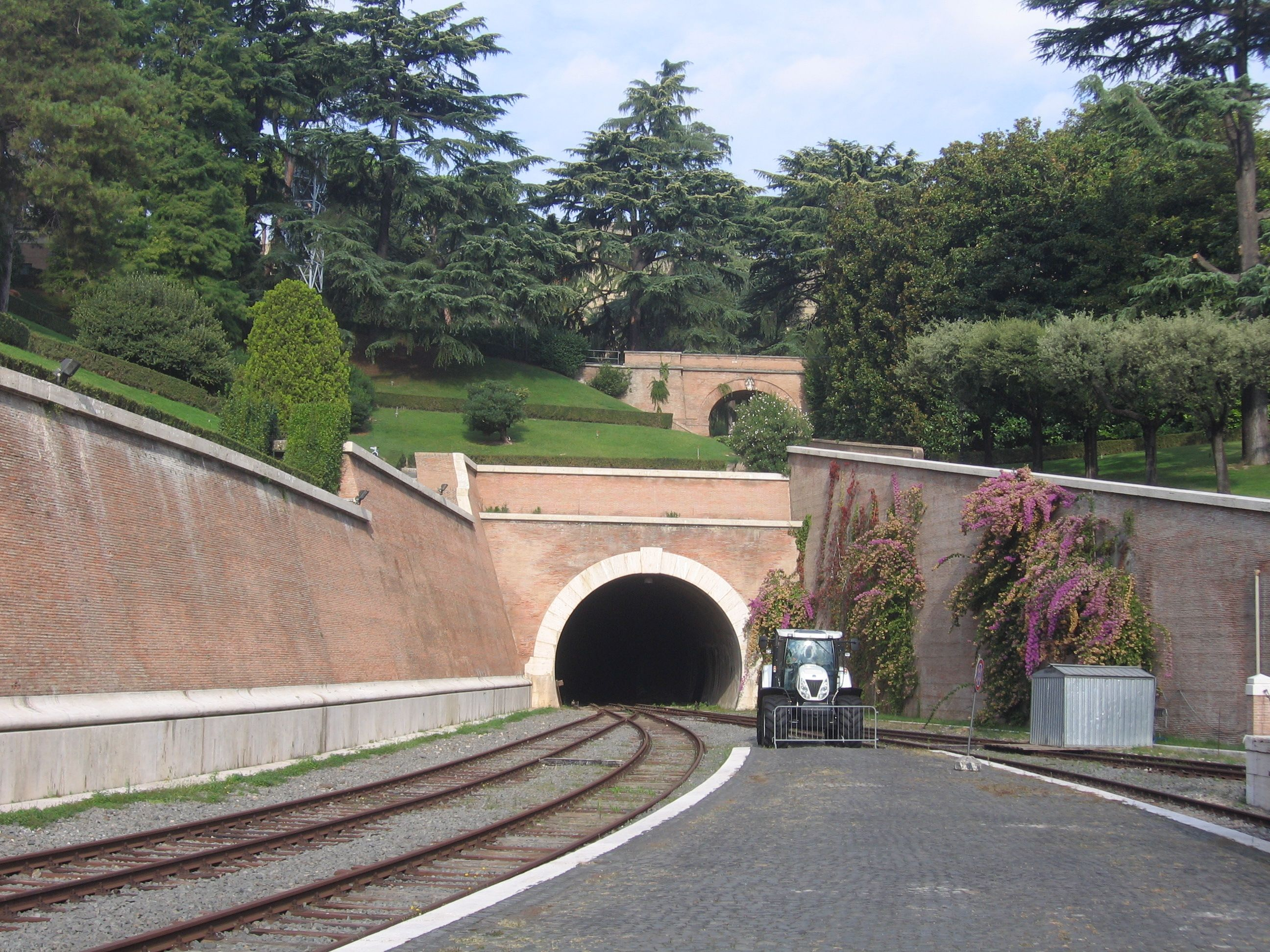
Via d'escapament en túnel
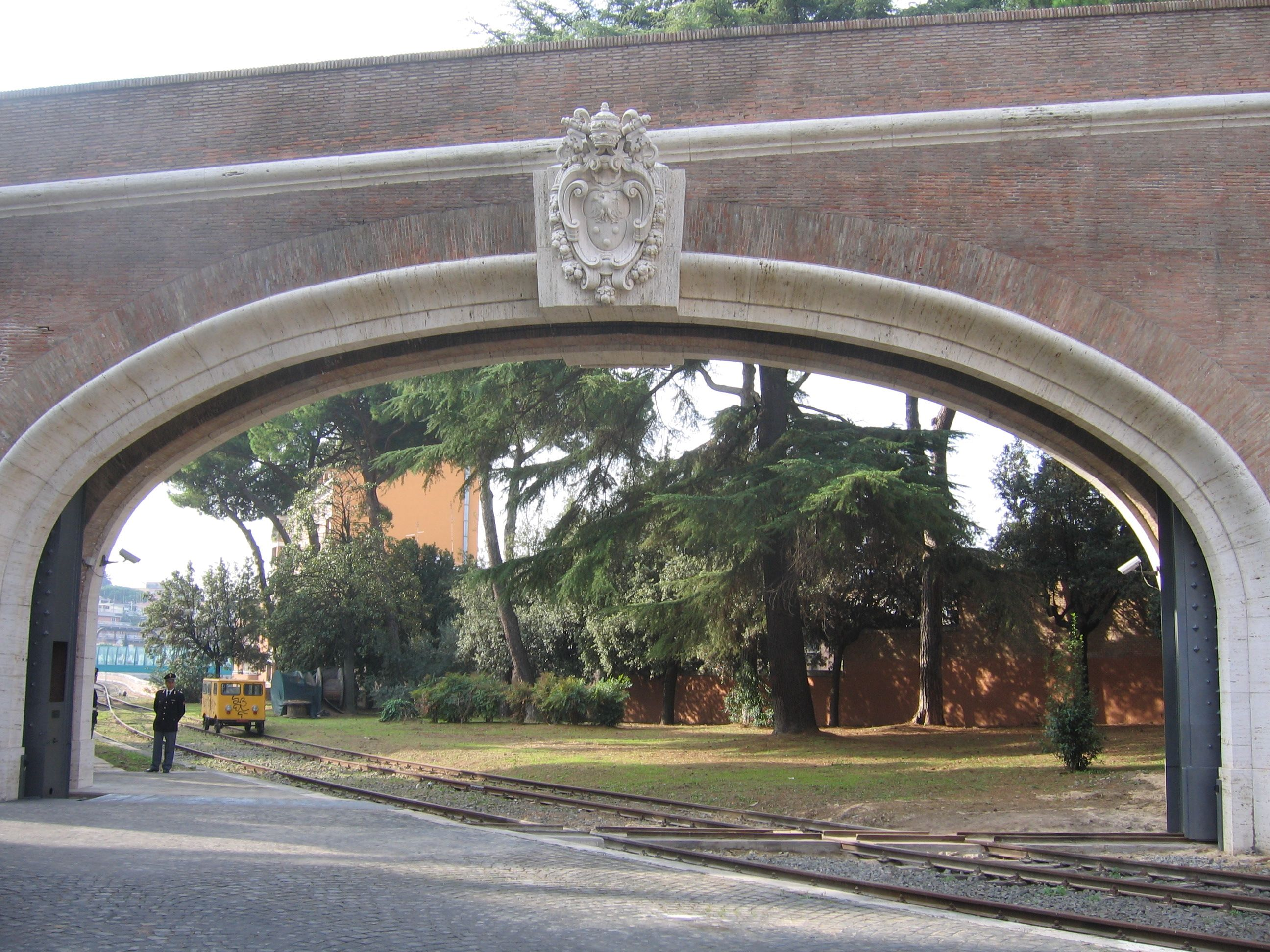
Porta d'entrada
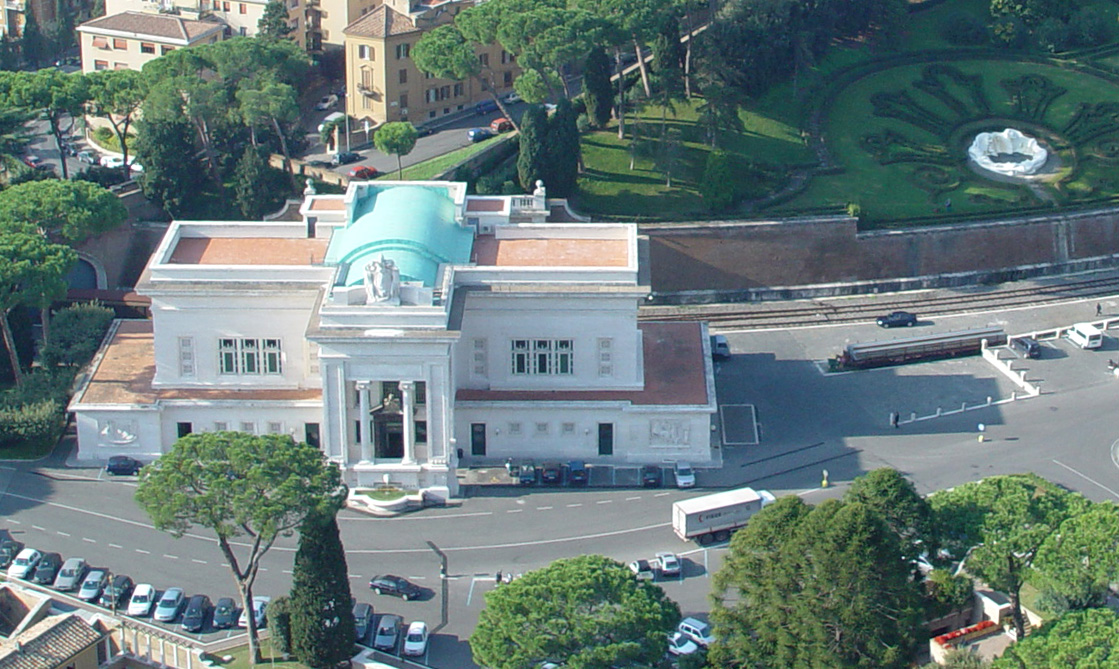
Estació de la Ciutat del Vaticà
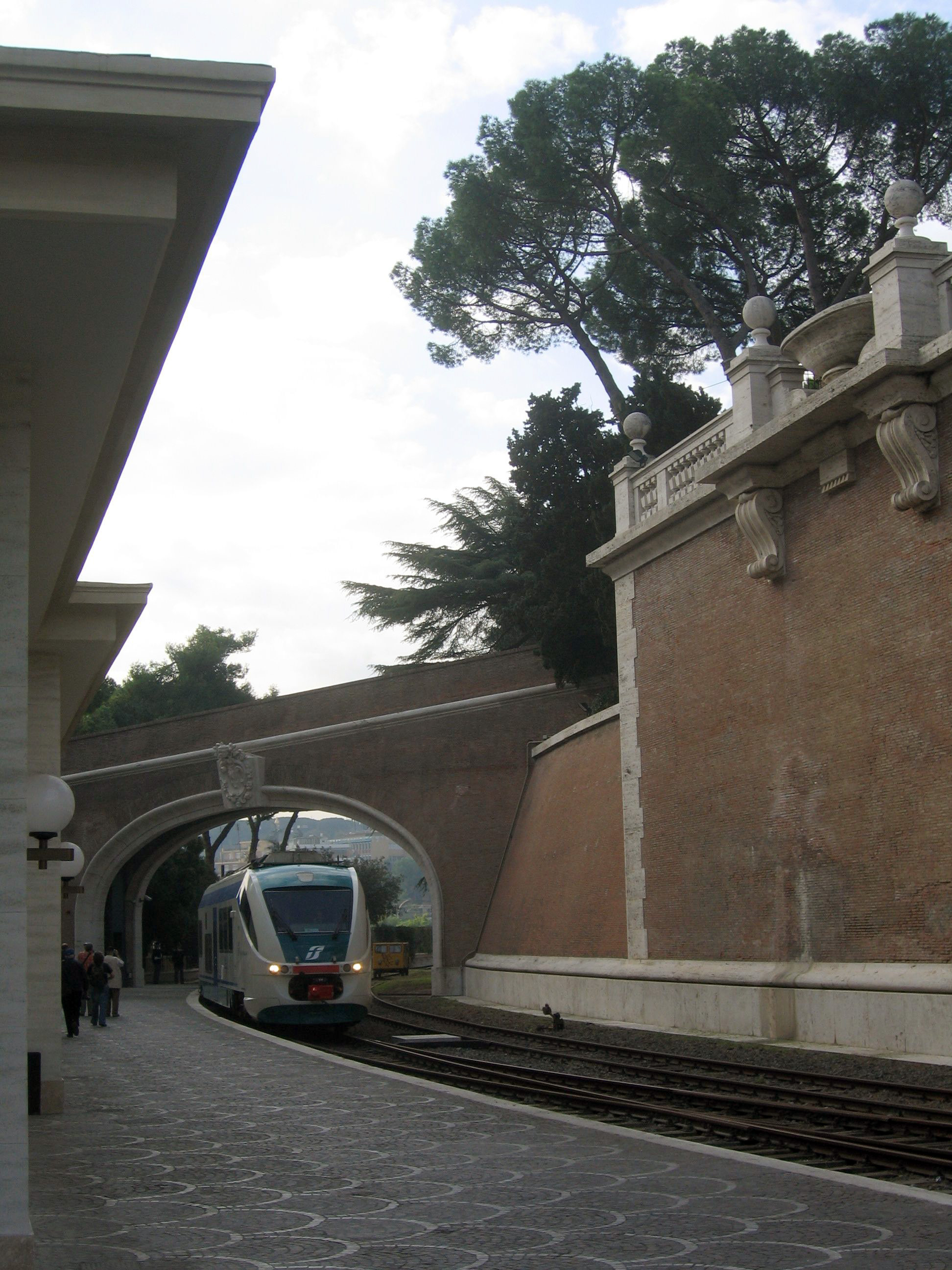
Tren que entra a l'estació
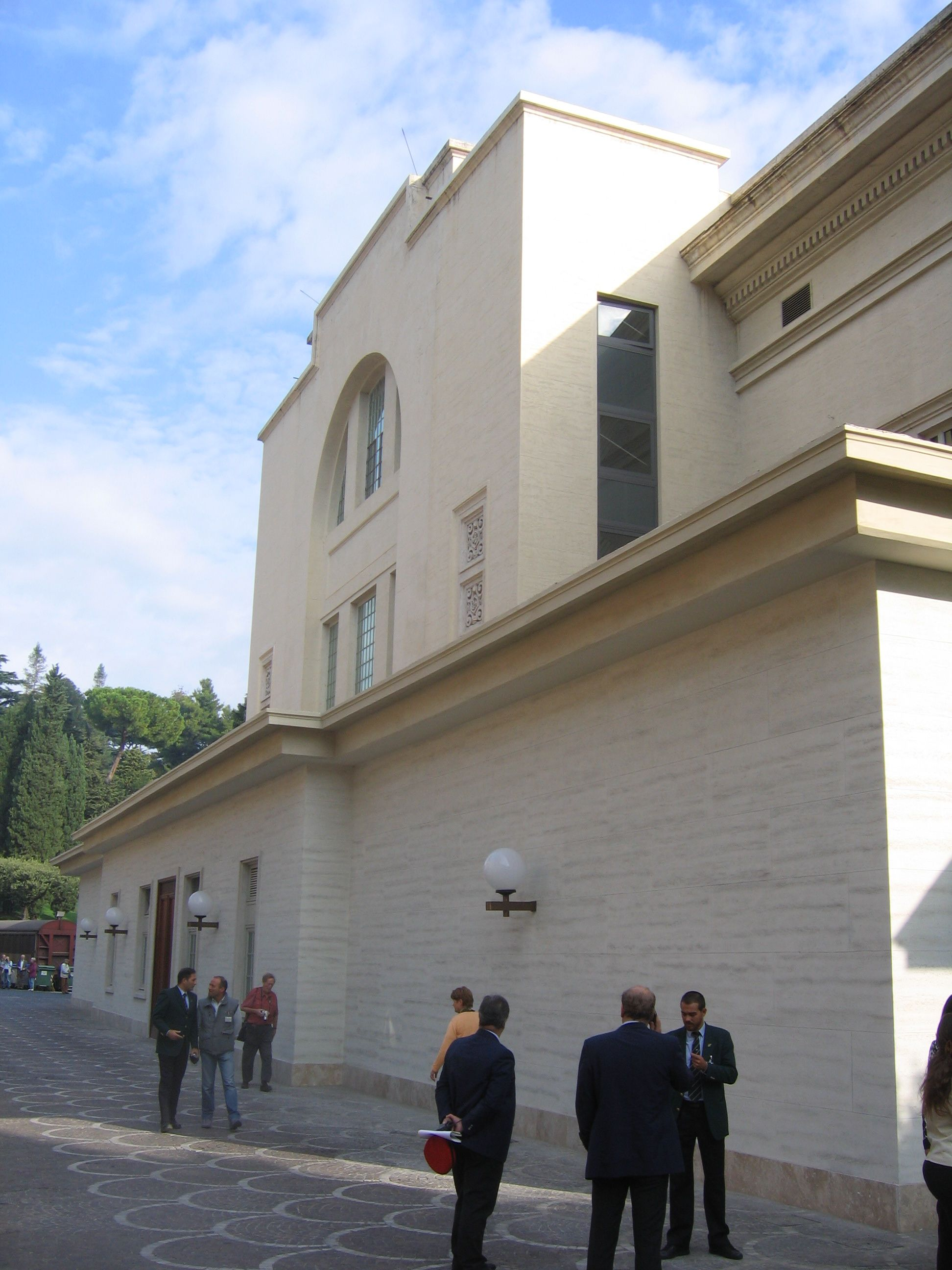
Plataforma de l'estació
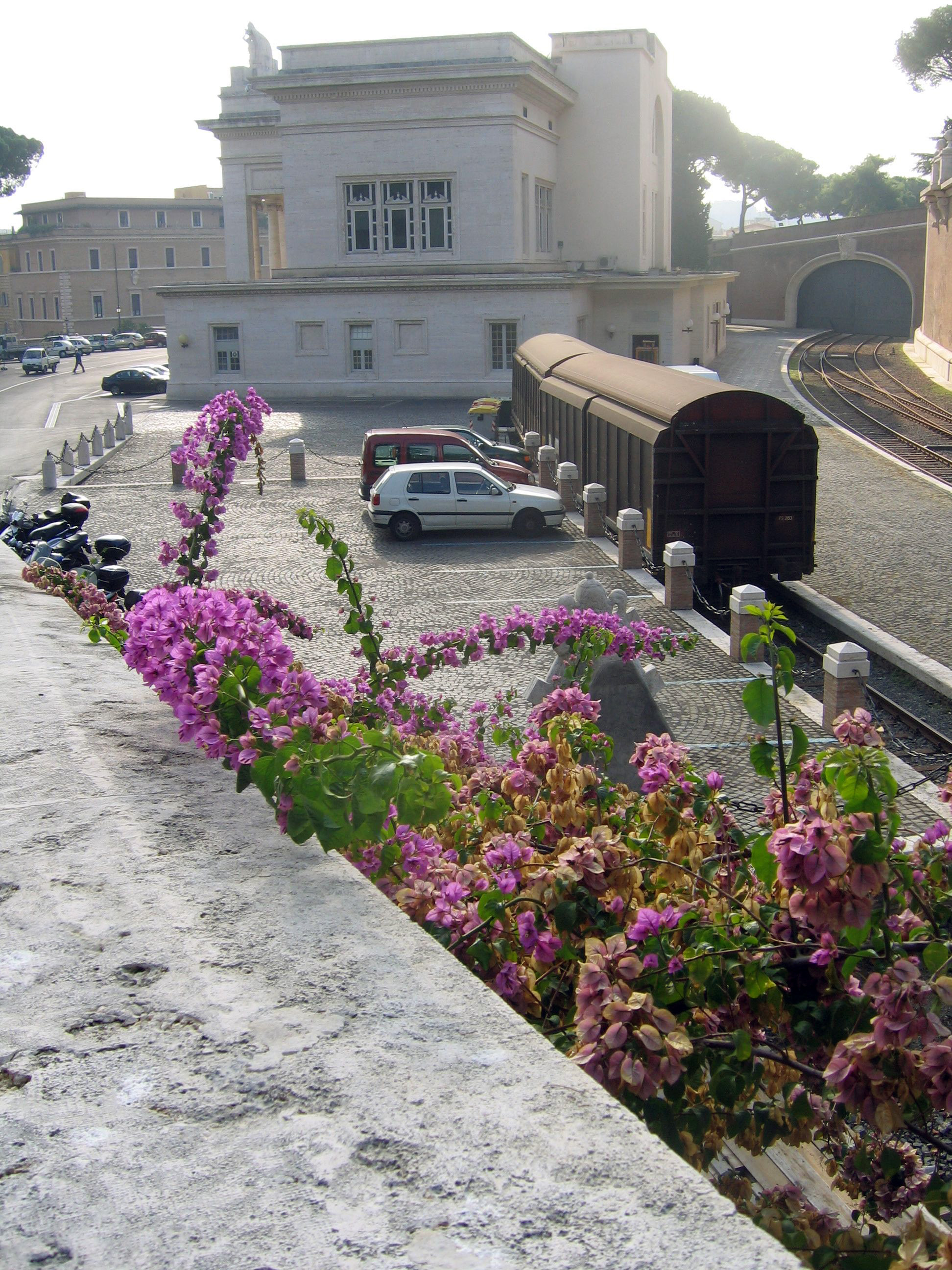
Vista de l'estació
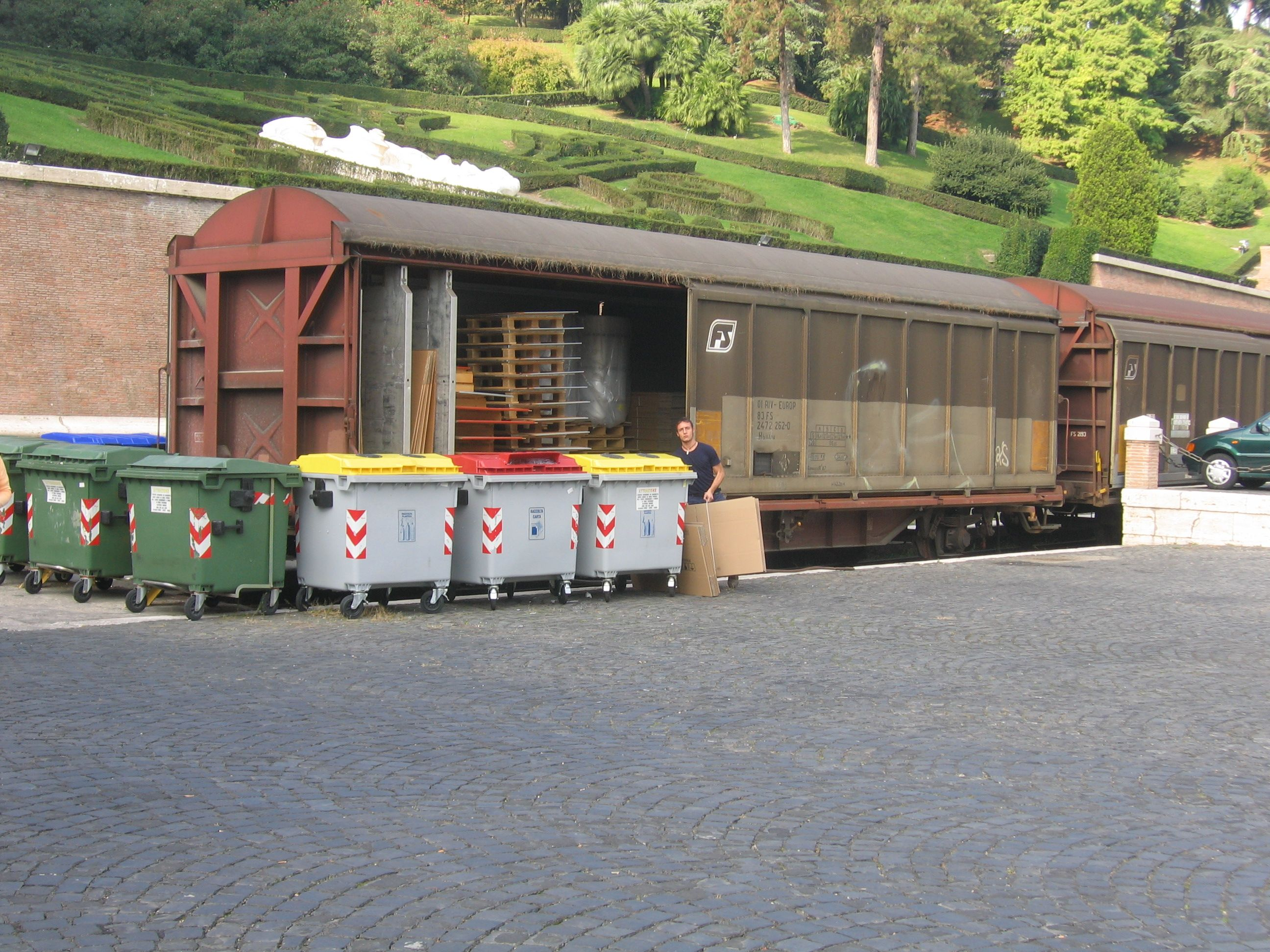
Un tren de mercaderies dels FS a l'estació